# Сиукс Фолс
Сиукс Фолс (на английски: Sioux Falls, в превод Сиукски водопади) е най-големият град в щата Южна Дакота, САЩ. Населението му е 176 888 жители (по приблизителна оценка от 2017 г.), а общата му площ 145,9 km². Пощенските кодове са му 57100 – 57199, а телефонния – 605. Намира се на 448 m н.в. Водопадите, на които е кръстен градът, са се образували преди около 14 000 години, по време на последния ледников период.
Първите европейци, който идват по тези места, са французи (началото на 19 век), а първият американец (с европейски произход) – през 1832 г.